# Campionato statunitense di hockey su pista
Il campionato statunitense di hockey su pista è il torneo istituito ed organizzato dalla Federazione di pattinaggio degli Stati Uniti.

## Albo d'oro
| Stagione | Vincitore                  | Secondo Posto          | Terzo posto               | Note |
| 1961     | Lubbock Ghosts             |                        |                           |      |
| 1962     | Lubbock Ghosts             |                        |                           |      |
| 1963     | Lubbock Ghosts             |                        |                           |      |
| 1964     | Lubbock Ghosts             |                        |                           |      |
| 1965     | Los Angeles Angels         |                        |                           |      |
| 1966     | Saint Joseph's Hawks Night |                        |                           |      |
| 1967     | Saint Joseph's Hawks Night |                        |                           |      |
| 1968     | Saint Joseph's Hawks Night |                        |                           |      |
| 1969     | Saint Joseph's Hawks Night |                        |                           |      |
| 1970     | Lubbock Ghosts             |                        |                           |      |
| 1971     | Lubbock Ghosts             |                        |                           |      |
| 1972     | Lubbock Ghosts             |                        |                           |      |
| 1973     | Cumberland Raiders         |                        |                           |      |
| 1974     | Glendora Hustlers          |                        |                           |      |
| 1975     | Cumberland Raiders         |                        |                           |      |
| 1976     | Lubbock Ghosts             |                        |                           |      |
| 1977     | Lubbock Ghosts             |                        |                           |      |
| 1978     | Boyertown Phantoms         |                        |                           |      |
| 1979     | Lubbock Ghosts             |                        |                           |      |
| 1980     | Cumberland Raiders         |                        |                           |      |
| 1981     | Lubbock Ghosts             |                        |                           |      |
| 1982     | Cumberland Raiders         |                        |                           |      |
| 1983     | Cumberland Raiders         |                        |                           |      |
| 1984     | Cumberland Raiders         |                        |                           |      |
| 1985     | Sacramento Challengers     | Glendora Hustlers      | Olympia Warriors          |      |
| 1986     | Glendora Hustlers          | Cumberland Raiders     | Olympia Warriors          |      |
| 1987     | Port Neches Champions      | Cumberland Raiders     | Glendora Hustlers         |      |
| 1988     | Glendora Hustlers          | Olympia Warriors       | Cumberland Raiders        |      |
| 1989     | Port Neches Champions      |                        |                           |      |
| 1990     | Port Neches Champions      | Glendora Hustlers      | Cumberland Raiders        |      |
| 1991     | Port Neches Champions      | Boyertown Phantoms     | Glendora Hustlers         |      |
| 1992     | Port Neches Champions      | Cumberland Raiders     | Boyertown Phantoms        |      |
| 1993     | Port Neches Champions      | Bremeton Hurricanes    | Glendora Hustlers         |      |
| 1994     | Boyertown Phantoms         |                        |                           |      |
| 1995     | Bremeton Hurricanes        | Lubbock Ghosts         | Cumberland Raiders        |      |
| 1996     | Boyertown Phantoms         |                        |                           |      |
| 1997     | Cumberland Raiders         | Bremeton Hurricanes    | Lubbock Ghosts            |      |
| 1998     | Olympia Warriors           | Lubbock Ghosts         | Cumberland Raiders        |      |
| 1999     | Olympia Warriors           | Lubbock Ghosts         | Cumberland Raiders        |      |
| 2000     | Olympia Warriors           | Boyertown Phantoms     | Bremeton Hurricanes       |      |
| 2001     | Olympia Warriors           | Cumberland Raiders     | Boyertown Phantoms        |      |
| 2002     | Olympia Warriors           | Bremeton Hurricanes    | Cumberland Raiders        |      |
| 2003     | Boyertown Phantoms         | Cumberland Raiders     | Bremeton Hurricanes       |      |
| 2004     | Olympia Warriors           | Boyertown Phantoms     | Bremeton Hurricanes       |      |
| 2005     | Cumberland Raiders         | Boyertown Phantoms     | Modesto Rebels            |      |
| 2006     | Cumberland Raiders         | Olympia Warriors       | Chowchilla Rollin Knights |      |
| 2007     | Merced Knights             | Cumberland Raiders     | Lubbock Ghosts            |      |
| 2008     | Olympia Warriors           | Decatur                | Cumberland Raiders        |      |
| 2009     | Olympia Warriors           | Boyertown Phantoms     | Cumberland Raiders        |      |
| 2010     | Olympia Warriors           | Boyertown Phantoms     | Bremeton Hurricanes       |      |
| 2011     | Olympia Warriors           | Salt Lake City Snipers | Utica Thunderbirds        |      |
| 2012     | Olympia Warriors           | Cumberland Raiders     | Bremeton Hurricanes       |      |
| 2013     | Burlington Spartans        | Olympia Warriors       | Salem                     |      |
| 2014     | Olympia Warriors           | Decatur                | Bremeton Hurricanes       |      |
| 2015     | Burlington Spartans        | Olympia Warriors       | Boyertown Phantoms        |      |

### Riepilogo vittorie per squadra
| Numero | Club                       | Anni                                                                   |
| ------ | -------------------------- | ---------------------------------------------------------------------- |
| 12     | Olympia Warriors           | 1998, 1999, 2000, 2001, 2002, 2004, 2008, 2009, 2010, 2011, 2012, 2014 |
| 11     | Lubbock Ghosts             | 1961, 1962, 1963, 1964, 1970, 1971, 1972, 1976, 1977, 1979, 1981       |
| 9      | Cumberland Raiders         | 1973, 1975, 1980, 1982, 1983, 1984, 1997, 2005, 2006                   |
| 6      | Port Neches Champions      | 1987, 1989, 1990, 1991, 1992, 1993                                     |
| 4      | Saint Joseph's Hawks Night | 1966, 1967, 1968, 1969                                                 |
| 4      | Boyertown Phantoms         | 1978, 1994, 1996, 2003                                                 |
| 3      | Glendora Hustlers          | 1974, 1986, 1988                                                       |
| 2      | Burlington Spartans        | 2013, 2015                                                             |
| 1      | Los Angeles Angels         | 1965                                                                   |
| 1      | Sacramento Challengers     | 1985                                                                   |
| 1      | Bremeton Hurricanes        | 1995                                                                   |
| 1      | Merced Knights             | 2007                                                                   |